# Búsqueda de ayuda

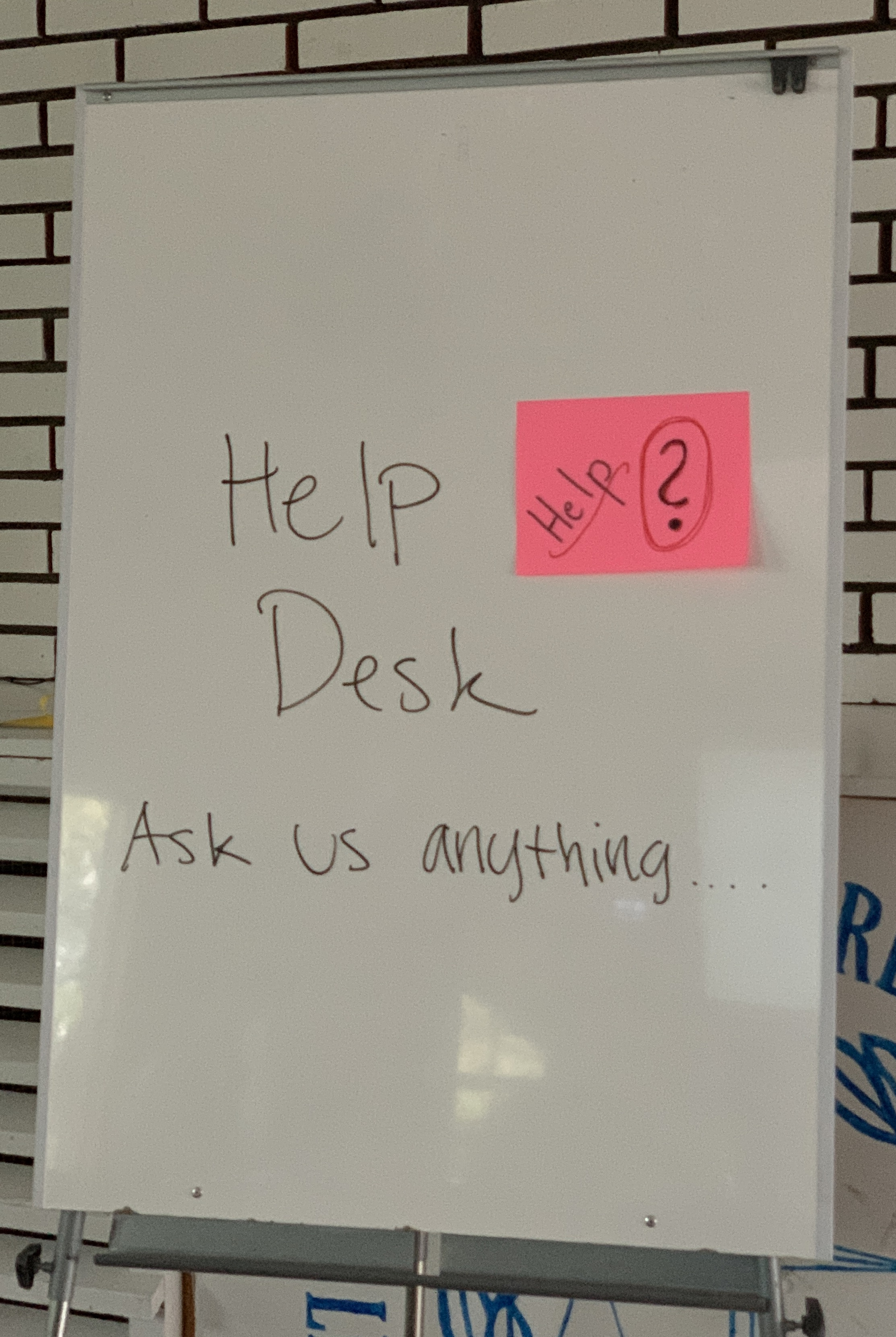
Letrero que anuncia una mesa de ayuda. «Pregúntanos cualquier cosa»

La búsqueda de ayuda es una teoría psicológica que describe los pasos que siguen las personas que buscan ayuda para lo que perciben como problemas. Es una serie bien ordenada e intencionada de pasos cognitivos y de comportamiento, cada uno de los cuales lleva a tipos concretos de soluciones.
En general los comportamientos  de búsqueda de ayuda obedecen a 3 factores:
1. Actitudes (creencias y disposición) hacia la búsqueda de ayuda
2. Intención de buscar ayuda
3. Comportamiento real de búsqueda de ayuda[1]

La teoría sobre la búsqueda de ayuda puede fijarse en las similitudes del proceso (p. ej. Cepeda-Benito & Short, 1998) o bien en la dependencia del problema (p. ej. Di Fabio & Bernaud, 2008).

## Tipos de comportamiento de búsqueda de ayuda
Se identifican 2 tipos: comportamiento adaptativo y comportamiento no adaptativo. Es adaptativo cuando se lleva a cabo para superar una dificultad y  depende de:
- Que la persona reconozca el problema.
- Que lo comprenda correctamente.
- La propia dimensión del problema.
- Los recursos que tenga la persona para resolverlo.

El comportamiento adaptativo se valora como una estrategia activa frente al problema. 
En cambio el comportamiento de búsqueda de ayuda se identifica como no adaptativo cuando persiste incluso después de comprender y experimentar el mecanismo que resuelve el problema y cuando este comportamiento de búsqueda de ayuda se emplea para evitar enfrentarse al problema. 

## Dificultades para buscar ayuda
Factores como cultura, soberbia o clasismo pueden dificultar el comportamiento adaptativo. Nelson-Le Gall (1981) distinguía entre búsqueda  instrumental de ayuda —que consideraba esencial para el aprendizaje— y dependencia pasiva.
La persona que sufre una situación negativa puede experimentar dificultades para buscar ayuda. Puede no querer reconocer que tiene un problema, sentirse avergonzada, no desear molestar, creer que debe arreglárselas sola, o temer que la situación empeorará si pide ayuda.

## Importancia de la búsqueda de ayuda
Es muy importante que la persona afectada por una mala situación remediable busque ayuda si no consigue resolverla por sí sola, porque si no la busca puede sufrir daños irreparables e incluso la muerte.
Por otra parte, numerosos mecanismos preparados para asistir a personas en determinadas dificultades, por ejemplo la violencia machista, no pueden activarse si esas personas no buscan ayuda.
De forma menos dramática, pedir ayuda cuando no se comprende un punto esencial de alguna materia, por ejemplo Matemáticas, puede evitar quedarse atascado.
Saber buscar ayuda cuando se necesita se considera una habilidad social avanzada, junto con participar, dar instrucciones, seguir instrucciones, disculparse, convencer y opinar.  Con una interacción social normal los niños suelen aprender a pedir ayuda, pero si se comprueba que no lo hacen bien, se les puede enseñar expresamente.

## Salud pública
En términos de salud pública, el comportamiento de búsqueda de ayuda se divide en los siguientes pasos:
- Autocuidado: autoevaluación y autoadministración para el problema físico o psicológico. Por ejemplo, una persona se da cuenta de que padece sobrepeso y decide comer menos.
- Redes sociales: búsqueda de información para resolver el problema a través de recursos comunitarios.
- Ayudantes: búsqueda de la asistencia de ayudantes informales (sacerdotes, curanderos, farmacéuticos, etc.) y formales (médicos, psicólogos, trabajadores sociales, etc.) relacionados con el problema.
- Guardianes: personas dentro de la comunidad que, entre sus funciones, se encargan de detectar individuos con un determinado problema y los guían a potenciales fuentes de ayuda. Por ejemplo, un colegio que luche contra el acoso escolar puede encargar a los profesores que, si sospechan que un alumno lo está sufriendo, le recomienden que visite a la psicóloga del centro.

## Investigaciones psicológicas
La búsqueda de ayuda ha sido objeto de muchas investigaciones en contextos académicos (Karabenick & Newman, 2006). Los comportamientos de búsqueda de ayuda se relacionan a menudo con la teoría de orientación a objetivos: el alumnado orientado a maestría tiende a las estrategias adaptativas, mientras que el orientado a rendimiento prefiere las no adaptativas (Ames, 1983; Butler, 1999, 2006; Hashim, 2004; Ryan, Gheen, & Midgley, 1998). Varios investigadores han encontrado que las mujeres tienen actitudes significativamente más positivas que los varones hacia buscar ayuda de psicólogos profesionales (Shea & Yeh, 2008). Cuando el alumnado de alta autoeficacia afronta una necesidad, tiende a buscar ayuda, mientras que el alumnado de baja autoeficacia, en circunstancias similares, es más reticente a buscarla (Linnenbrink & Pintrich, 2003; Nelson & Ketelhut, 2008; Paulsen & Feldman, 2005; Pintrich & Zusho, 2007; Tan et al., 2008). En 2011 se reexaminó y revisó por pares que la actitud de apertura hacia otros (por ejemplo pedir sal a la vecina o hablar con la cajera del supermercado) puede preparar a las personas para buscar ayuda en contextos de grupos cerrados.